# François Chaumette
François Chaumette (,París,8 de septiembre de 1923 – ,París,27 de febrero de 1996) fue un actor teatral, cinematográfico, televisivo y de de voz de nacionalidad francesa.

## Biografía
Su nombre completo era Paul Maurice François Jean Chaumette, y nació en París, Francia. Hijo de un comerciante y de una secretaria, François Chaumette obtuvo un bachillerato en filosofía, siendo después alumno de René Simon en el Conservatoire national supérieur de musique et de danse de París. Allí conoció a Michel Piccoli, con el que conservó una buena amistad a lo largo de toda su vida.
Chaumette debutó en el cine en 1942 con Les Visiteurs du soir, de Marcel Carné. Se hizo especialmente conocido por sus papeles en series televisivas históricas. En el ámbito del doblaje, prestó voz a tres personajes maléficos y emblemáticos del cine de ciencia ficción: el ordenador HAL 9000 en 2001: A Space Odyssey, Darth Vader en Star Wars: Episode IV - A New Hope (fue reemplazado por Georges Aminel en los siguientes episodios) y Khan Noonien Singh (interpretado por Ricardo Montalbán) en Star Trek II: la ira de Khan.
La mayor parte de su carrera de actor la pasó en la Comédie-Française, a la que se incorporó en 1957. Nombrado miembro de la misma, con el número 435, el 15 de septiembre de 1960, se retiró el 31 de diciembre de 1987, siendo nombrado socio honorario el 1 de enero de 1988.
François Chaumette falleció en un centro hospitalrio de París en 1996, a causa de un cáncer. Hermano de Monique Chaumette, se había casado con la actriz Paloma Matta, con la que tuvo tres hijos: Sarah, actriz, Thomas, gerente, y Marie, médico.

## Teatro

### Comédie-Française
- 1957: Le Demi-monde, de Alexandre Dumas (hijo), escenografía de Maurice Escande
- 1957: Un caprice, de Alfred de Musset
- 1957: Mademoiselle, de Jacques Deval
- 1957: La Réunion des amours, de Pierre Carlet de Chamblain de Marivaux
- 1957: Le Sexe faible, de Édouard Bourdet
- 1957: El burgués gentilhombre, de Molière
- 1957: Anfitrión, de Molière, escenografía de Jean Meyer
- 1958: Le Maître de Santiago, de Henry de Montherlant, escenografía de Henri Rollan
- 1958: El misántropo, de Molière
- 1958: Les Fâcheux, de Molière
- 1958: Le Mariage forcé, de Molière
- 1958: La Seconde Surprise de l'amour, de Pierre Carlet de Chamblain de Marivaux
- 1958: Un homme comme les autres, de Armand Salacrou
- 1958: El enfermo imaginario, de Molière, escenografía de Robert Manuel
- 1958 – 1959: La Dame de Monsoreau, de Alexandre Dumas - Auguste Maquet, escenografía de Jacques Eyser
- 1959: La Dame de Monsoreau, de Alexandre Dumas - Auguste Maquet, escenografía de Jacques Eyser
- 1959: Electra, de Jean Giraudoux, escenografía de Pierre Dux
- 1959: Le Roi, de Robert de Flers y Gaston Arman de Caillavet
- 1960: La Parisienne, de Henry Becque, escenografía de Raymond Gérôme
- 1960: Polyeucte, de Pierre Corneille, escenografía de Jean Marchat
- 1960: Fedra, de Jean Racine, escenografía de Jean Meyer
- 1960: Le Cardinal d'Espagne, de Henry de Montherlant, escenografía de Jean Mercure
- 1961 Británico, de Jean Racine, escenografía de Michel Vitold
- 1961: Le Conte d'hiver, de William Shakespeare, escenografía de Julien Bertheau
- 1961: Tartufo, de Molière
- 1961: Andrómaca, de Jean Racine
- 1961: Une visite de noces, de Alexandre Dumas (hijo)
- 1961: Los enredos de Scapin, de Molière, en gira por Canadá y Estados Unidos
- 1961: Le Dindon, Georges Feydeau, en gira por Canadá y Estados Unidos
- 1962: Troupe du Roy, homenaje a Molière, escenografía de Paul-Émile Deiber
- 1962: L'Impromptu du Palais-Royal, de Jean Cocteau, en gira por Japón
- 1963 Berenice, de Jean Racine, escenografía de Paul-Émile Deiber
- 1963: Crime et Châtiment, de Gabriel Arout, a partir de Fiódor Dostoyevski, escenografía de Michel Vitold
- 1963: Un fil à la patte, de Georges Feydeau, escenografía de Jacques Charon, en México
- 1963: Ifigenia en Áulide, de Eurípides - André Gillois, Festival Chorégies d'Orange
- 1963: Maria Stuart, de Friedrich von Schiller, escenografía de Raymond Hermantier
- 1963: La Foire aux sentiments, de Roger Ferdinand
- 1964: Cyrano de Bergerac, de Edmond Rostand, escenografía de Jacques Charon, en gira en Baalbek y después en París, escenografía de Jean-Paul Roussillon
- 1965: L'Orphelin de la Chine, de Voltaire, escenografía de Jean Mercure
- 1965: La escuela de las mujeres, de Molière, en gira por Italia, después en París
- 1965: La escuela de los maridos, de Molière, en gira por Egipto
- 1965: El misántropo, de Molière, escenografía de Jacques Charon
- 1965: El avaro, de Molière
- 1966: El Cid, de Pierre Corneille, escenografía de Paul-Émile Deiber
- 1966: Le Mariage forcé, de Molière, escenografía de Jacques Charon
- 1966: Le Prince travesti, de Pierre Carlet de Chamblain de Marivaux, escenografía de Jacques Charon
- 1966: La Reine morte, de Henry de Montherlant, escenografía de Pierre Franck
- 1966: Bayaceto, de Jean Racine, escenografía de Michel Etcheverry
- 1967: El Cid, de Pierre Corneille, escenografía de Paul-Émile Deiber
- 1967: Domino, de Marcel Achard, escenografía de Jean Meyer
- 1968: L'Otage, de Paul Claudel, escenografía de Jean-Marie Serreau
- 1969: La Volupté de l'honneur, de Luigi Pirandello, escenografía de François Chaumette
- 1969: Les Fausses Confidences, de Pierre Carlet de Chamblain de Marivaux, escenografía de Jean Piat
- 1969: Le Pain dur, de Paul Claudel, escenografía de Jean-Marie Serreau
- 1970: Malatesta, de Henry de Montherlant, escenografía de Pierre Dux
- 1970: Cantique des Cantiques, de Jean Giraudoux, escenografía de François Chaumette
- 1970: Tartufo, de Molière, escenografía de Jacques Charon
- 1970: El Sueño, de August Strindberg - Maurice Clavel, escenografía de Raymond Rouleau
- 1971: El Sueño, de August Strindberg - Maurice Clavel, escenografía de Raymond Rouleau
- 1971: Le Général inconnu, de René de Obaldia, escenografía de Jacques Rosner
- 1971: Tartufo, de Molière, escenografía de Jacques Charon
- 1971: Becket, de Jean Anouilh, escenografía de Jean Anouilh y Roland Piétri
- 1972: Le Maître de Santiago, de Henry de Montherlant, escenografía de Michel Etcheverry
- 1972: Ricardo III, de William Shakespeare - Jean-Louis Curtis, escenografía de Terry Hands
- 1972: Ricardo III, de William Shakespeare - Jean-Louis Curtis, escenografía de Terry Hands
- 1972: Edipo rey, de Sófocles - Jacques Lacarrière, escenografía de Jean-Paul Roussillon, Festival de Aviñón y París
- 1972: Edipo en Colono, de Sófocles - Jacques Lacarrière, escenografía de Jean-Paul Roussillon, Festival de Aviñón y París
- 1972: Antígona, de Bertolt Brecht, escenografía de Jean-Pierre Miquel, Teatro del Odéon
- 1973: Port-Royal, de Henry de Montherlant
- 1973: Enrique IV, de Luigi Pirandello, escenografía de Raymond Rouleau, Teatro del Odéon
- 1974: Pericles, príncipe de Tiro, de William Shakespeare - Jean-Louis Curtis, escenografía de Terry Hands
- 1974: Pericles, príncipe de Tiro, de William Shakespeare - Jean-Louis Curtis, escenografía de Terry Hands
- 1974: Ondina, de Jean Giraudoux, escenografía de Raymond Rouleau
- 1974: La escuela de los maridos, de Molière, escenografía de Jean Meyer, Teatro Marigny
- 1975: El idiota, de Fiódor Dostoyevski - Gabriel Arout, escenografía de Michel Vitold
- 1975: Horacio, de Pierre Corneille, escenografía de Jean-Pierre Miquel, en gira
- 1975: La Sonate des spectres, de August Strindberg, escenografía de Henri Ronse, Teatro del Odéon
- 1976: Le Roi se meurt, de Eugène Ionesco, escenografía de Jorge Lavelli, Teatro del Odéon y Sala Richelieu
- 1977: Le Mariage de Figaro, de Pierre-Augustin Caron de Beaumarchais, escenografía de Jacques Rosner
- 1977: Las bacantes, de Eurípides - Maurice Clavel, escenografía de Michael Cacoyannis, Teatro del Odéon
- 1977: On ne badine pas avec l'amour, de Alfred de Musset, escenografía de Simon Eine
- 1977: Saül de Tarse, de Oscar Venceslas de Lubicz-Milosz, escenografía de Jean-François Rémi
- 1978: Lorenzaccio, de Alfred de Musset, escenografía de Franco Zeffirelli
- 1978: Esperando a Godot, de Samuel Beckett, escenografía de Roger Blin, Teatro del Odéon
- 1978: Las mujeres sabias, de Molière, escenografía de Jean-Paul Roussillon
- 1978: Edipo, de André Gide, escenografía de François Chaumette
- 1978: Le Barbier de Séville, de Pierre-Augustin Caron de Beaumarchais, escenografía de Michel Etcheverry, en gira y París
- 1980: Créanciers, de August Strindberg, escenografía de Jacques Baillon, Teatro del Odéon
- 1980: La loca de Chaillot, de Jean Giraudoux, escenografía de Michel Fagadau, Teatro del Odéon
- 1980: La Double Inconstance, de Pierre Carlet de Chamblain de Marivaux, escenografía de Jean-Luc Boutté, Festival de Aviñón
- 1980: La Princesse d'Élide, de Molière, escenografía de Maurice Béjart
- 1981: À Memphis il y a un homme d'une force prodigieuse, de Jean Audureau, escenografía de Henri Ronse, Teatro del Odéon
- 1981: L'Éducation d'un prince, de Pierre Carlet de Chamblain de Marivaux
- 1981: Les Cenci, de Antonin Artaud, escenografía de Jacques Baillon, Teatro del Odéon
- 1982: Marie Tudor, de Victor Hugo, escenografía de Jean-Luc Boutté
- 1982: Don Juan, de Molière, escenografía de Jean-Luc Boutté, Festival de Aviñón y París
- 1982: Les Corbeaux, de Henry Becque, escenografía de Jean-Pierre Vincent
- 1982: La vida es sueño, Pedro Calderón de la Barca, escenografía de Jorge Lavelli
- 1982 - 1983: Andrómaca, de Jean Racine, escenografía de Patrice Kerbrat
- 1983: Triptyque, de Max Frisch, escenografía de Roger Blin, Teatro del Odéon
- 1983: Dialogue aux enfers entre Machiavel et Montesquieu, de Maurice Joly, escenografía de Simon Eine, Teatro del Odéon
- 1983: Félicité, de Jean Audureau, escenografía de Jean-Pierre Vincent
- 1984: Le Suicidé, de Nicolas Erdman - Michel Vinaver, escenografía de Jean-Pierre Vincent, Teatro del Odéon
- 1985: Tío Vania, de Antón Chéjov, escenografía de Félix Prader
- 1985: Macbeth, de William Shakespeare, escenografía de Jean-Pierre Vincent, Festival de Aviñón y París
- 1985: L'Imprésario de Smyrne, de Carlo Goldoni - Dominique Fernández, escenografía de Jean-Luc Boutté
- 1986: El burgués gentilhombre, de Molière, escenografía de Jean-Luc Boutté
- 1986: El sueño de una noche de verano, de William Shakespeare - Stuart Seide, escenografía de Jorge Lavelli
- 1987: El eterno marido, de Fiódor Dostoyevski - Victor Haïm, escenografía de Simon Eine, Teatro del Odéon
- 1987: Madame de La Carlière, de Élisabeth de Fontenay, a partir de Denis Diderot, escenografía de Pierre Tabard, Teatro del Odéon
- 1987: Bréviaire d'amour d'un haltérophile, de Fernando Arrabal, escenografía de Simone Cohen-Tanuggi, Teatro del Odéon
- 1987: El mercader de Venecia, de William Shakespeare - Jean-Michel Déprats, escenografía de Luca Ronconi, Teatro del Odéon
- 1992: Je rêve, mais peut-être pas, de Luigi Pirandello, Teatro del Odéon
- 1994: Hamlet, de William Shakespeare, escenografía de Georges Lavaudant

#### Director
- 1969: Un imbécile, de Luigi Pirandello
- 1969: La Volupté de l'honneur, de Luigi Pirandello
- 1970: Cantique des Cantiques, de Jean Giraudoux
- 1970: Les Gracques, de Jean Giraudoux
- 1971: Nicomède , de Pierre Corneille
- 1978: Edipo, de André Gide

### Fuera de la Comédie-Française
- 1943: Sodome et Gomorrhe, de Jean Giraudoux, escenografía de Georges Douking, Teatro Hébertot
- 1948: Thermidor, de Claude Vermorel, escenografía del autor, Teatro Pigalle
- 1948: La Mort de Danton, de Georg Büchner, escenografía de Jean Vilar, Festival de Aviñón
- 1948: Ricardo II, de William Shakespeare, escenografía de Jean Vilar, Festival de Aviñón
- 1948: Shéhérazade, de Jules Supervielle, escenografía de Jean Vilar, Festival de Aviñón, Teatro Édouard VII
- 1949: Ricardo II, de William Shakespeare, escenografía de Jean Vilar, Festival de Aviñón
- 1949: Pasiphaé, de Henry de Montherlant, escenografía de Jean Vilar, Festival de Aviñón
- 1949: Les Indifférents, de Odilon-Jean Périer, escenografía de Georges Vitaly, Teatro de la Huchette
- 1950: Enrique IV, de Luigi Pirandello, escenografía de André Barsacq, Teatro de l'Atelier
- 1951: Dîner de têtes, de Jacques Prévert, escenografía de Albert de Médina, Fuente de las Cuatro Estaciones
- 1953: La señorita Julia, de August Strindberg, Teatro de Babylone
- 1953: L'Incendie à l'Opéra, de Georges Kaiser, escenografía de Jean-Marie Serreau, Teatro de Babylone
- 1954: Les Cyclones, de Jules Roy, escenografía de Pierre Fresnay, Teatro de la Michodière
- 1955: Les Grands Garçons, de Paul Géraldy, Teatro de la Michodière
- 1955: Gaspar Diaz, de Dominique Vincent, escenografía de Claude Régy, Teatro Hébertot
- 1957: César y Cleopatra, de George Bernard Shaw, escenografía de Jean Le Poulain, Théâtre de la Ville
- 1964: Electra, de Jean Giraudoux, escenografía de Raymond Gérôme, Festival de Bellac
- 1988: La Force de tuer, de Lars Norén, escenografía de Jean-Louis Jacopin, Teatro del Odéon
- 1989: Les Caprices de Marianne, de Alfred de Musset, escenografía de Bernard Murat, Teatro Montparnasse
- 1991: Le Retour de Casanova, de Arthur Schnitzler, escenografía de Arlette Théphany, Festival de Bellac
- 1996: Comme tu me veux, de Luigi Pirandello, escenografía de Claudia Stavisky, Teatro Nacional de Niza, La Coursive, Teatro de Gennevilliers, Festival de Bellac

## Filmografía

### Cine
- 1942: Les Visiteurs du soir, de Marcel Carné
- 1952: Rayés des vivants, de Maurice Cloche
- 1952: Le Chemin de Damas, de Max Glass
- 1956: Sainte Jeanne, de Claude Loursais
- 1956: Le Feu aux poudres, de Henri Decoin
- 1956: La Double Mort du tsar Alexandre Ier, episodio de la serie Enigmes de l'histoire
- 1957: Les Œufs de l'autruche, de Denys de La Patellière
- 1957: Retour de manivelle, de Denys de La Patellière
- 1957: Thérèse Étienne, de Denys de La Patellière
- 1958: Christine, de Pierre Gaspard-Huit
- 1958: Le Désordre et la Nuit, de Gilles Grangier
- 1959: Le fauve est lâché, de Maurice Labro
- 1959: Rue des prairies, de Denys de La Patellière
- 1959: La Verte Moisson, de François Villiers
- 1959: Voulez-vous danser avec moi ?, de Michel Boisrond
- 1960: Le Bossu, de André Hunebelle
- 1961: Cause toujours, mon lapin, de Guy Lefranc
- 1965: Galia, de Georges Lautner
- 1968: Caroline chérie, de Denys de La Patellière
- 1972: L'Héritier, de Philippe Labro
- 1977: Mort d'un pourri, de Georges Lautner
- 1981: Un matin rouge, de Jean-Jacques Aublanc
- 1982: La Belle Captive, de Alain Robbe-Grillet
- 1983: Les Maîtres du soleil, de Jean-Jacques Aublanc
- 1987: Quelques jours avec moi, de Claude Sautet
- 1987: Les Jurés de l'ombre, miniserie de Paul Vecchiali
- 1988: Mes nuits sont plus belles que vos jours, de Andrzej Żuławski
- 1990: They never slept, de Udayan Prasad
- 1991: La Source, de Jean-Jacques Aublanc
- 1994: Parano, de Anita Assal y John Hudson - sketch Panic F.M

### Televisión
- 1958: Les Cinq Dernières Minutes, episodio La Clé de l'énigme,[2] de Claude Loursais
- 1958: La caméra explore le temps[3]
- 1961: Les Perses, de Jean Prat
- 1961: La Petite Dorrit, de Pierre Badel
- 1961: Les mystères de Paris, de Marcel Cravenne
- 1963: Le Chevalier de Maison-Rouge, de Claude Barma
- 1963: L'inspecteur Leclerc enquête, de Yannick Andréi, episodio Obsession
- 1963: Cent ans d'amour, de André Gillois, dirección de Maurice Chateau
- 1965: Belphégor ou le Fantôme du Louvre, de Claude Barma[4]
- 1965: Le Théâtre de la jeunesse: Sans famille, de Yannick Andréi
- 1965: Le Roi Lear, de Jean Kerchbron
- 1966: Illusions perdues, de Maurice Cazeneuve
- 1969: D'Artagnan, de Claude Barma
- 1971: Aux frontières du possible: le dossier des mutations V
- 1972: Electra, de Jean Giraudoux, dirección de Pierre Dux (espectáculo de la Comédie-Française)
- 1972: Le Bunker, de Lazare Iglesis
- 1974: Ondina, de Jean Giraudoux, escenografía de Raymond Rouleau, Comédie-Française
- 1974: Schulmeister, l'espion de l'empereur, de Jean-Pierre Decourt
- 1978: Émile Zola ou la Conscience humaine,[5] de Stellio Lorenzi
- 1980: Les Visiteurs, dirigido por Michel Wyn
- 1987: Marie Pervenche, de Claude Boissol
- 1996: Cap Danger, de Fred Gerber

Cortometrajes
- 1959: Images pour Baudelaire, de Pierre Kast
- 1980: La Saisie, de Yves-Noël François
- 1980: Ces malades qui nous gouvernent, de Claude Vajda
- 1991: Dans l'ombre du passé, de Stephan Rabinovitch

## Actor de voz
François Chaumette dobló, a lo largo de su carrera,  a los siguientes actores: Robert Duvall, Henry Fonda, Guy Rolfe, John Gielgud, Jeremy Kemp, Laurence Olivier, Patrick Magee, James Stewart, James Earl Jones, Richard Widmark, Peter O'Toole, Max von Sydow, Julian Glover, Ricardo Montalbán, F. Murray Abraham, Frank Langella, Michel Tournier, Martin Landau, Brian Dennehy y R.D. Call.